# Радмила Кајмаковић
Радмила Кајмаковић (Велес 19. фебруар 1931 — Станфорд, 13. март 1999) је била југословенски и српски етнолог и музејски савјетник.

## Биографија
Рођена је у Велесу, јер је њен отац, Војислав Николић, био државни чиновник у Краљевини СХС/Краљевини Југославији, тако да је често био премијештан из једног дијела тадашње Југославије у други. Војислав Николић је у Бијељини обављао функцију среског начелника у периоду од 1936, до 1939. године. Основну школу завршила је у Бијељини, а гимназију је похађала у Шапцу, Зајечару и Београду. Студије етнологије завршила је 1954. на Филозофском факултету у Београду. Запослила се 1955. као асистент у Институту за проучавање фолклора у Сарајеву. Када је Институт припојен Земаљском музеју 1958, наставила је да ради као кустос у Одсјеку за фолклор (од 1961. Одсјек за духовну културу) Одјељења за етнологију. Изабрана је у звање вишег кустоса 1968, а музејског савјетника 1977. године. У више наврата била је начелник Одјељења за етнологију, шеф Одсјека за духовну културу и Одсјека за материјалну културу, те одговорни уредник часописа „Гласник Земаљског музеја“, свеска за етнологију (1982–1989). Бавила се изучавањем народних обичаја и вјеровања становништва Босне и Херцеговине. Ужа специјалност били су јој новогодишњи, свадбени и погребни обичаји. Учествовала је у теренско-истраживачким радовима Одјељења за етнологију Земаљског музеја, којима су били обухваћени: Неум, Ливањско поље, Имљани, Жепа, источна Херцеговина (посебно Површ), западна Херцеговина (Лиштица, Ракитно, Дрежница), Дервента, Тешањ. Самостално је истраживала Семберију, Жепче, Теслић и доње Подриње. Учествовала је у сталним и повременим изложбеним поставкама Одјељења за етнологију Земаљског музеја у Сарајеву, а 1985. у изложби „Материјална култура Змијања“, коју су приредили Музеј Босанске Крајине из Бање Луке и Земаљски музеј из Сарајева. Била је аутор прве сталне етнолошке поставке у Музеју Семберије у Бијељини, отворене 1981. године. Објавила је око 50 радова и снимила више намјенских емисија. Пензионисана је 1989. године. Аутор је до сада јединственог свеобухватног и стручног дјела, објављеног 1974. године, под називом “Семберија – етнолошка монографија”, као и пет посебних радова: “Етнолошка истраживања у Семберији (1970), “Развој куће и господарских зграда у Семберији (1974), “Промјене у народној култури Семберије” (1974), “Како је Семберија добила име” (1977). Монографски рад о Семберији објављен је и у њемачком издању Гласника Земаљског музеја (1980).  Почетком рата у БиХ, 1992. године, са породицом одлази најприје у Београд, а након тога, 1997. године, у САД, гдје је и преминула двије године касније.